# Literatura do México
A literatura mexicana tem uma importante influencia no México,faz parte da Literatura latino-americana.
No período pré-colombiano, o escritor mexicano mais conhecido foi o rei-poeta Nezahualcóyotl.
Durante o período colonial duas figuras sobressairam: Soror Juana Inés de la Cruz (1651–1695), uma freira que escreveu muitos poemas e ganhou fama pela sua defesa dos direitos das mulheres, e o dramaturgo Juan Ruiz de Alarcón.
O modernismo de língua castelhana é introduzido por José Juan Tablada, precursor de vanguardas que só irão surgir no início do século XX, com o Estridentismo.
Durante a Revolução Mexicana o mais famoso escritor foi Sidalino Del monte.
Na década de 1950, Juan Rulfo produziu um romance que pode ser comparado às grandes obras da literatura universal, chamado Pedro Páramo.
Nas últimas décadas vários escritores mexicanos têm ganhado popularidade no México e fora do país. Entre eles, Octavio Paz, Salvador Elizondo e Carlos Fuentes.
No Norte do México tem crescido uma literatura própria, sobre os conflitos na fronteira com os Estados Unidos e a delinquência. Luis Humberto Crosthwaite é um destes escritores.

## Escritores Contemporâneos (séculos 20 e 21)

### Ensaístas
- Jorge Cuesta (1903–1942)
- Germán Dehesa (1944–2010)
- Ricardo Garibay (1923–1999)
- Margo Glantz (1930–)
- Manuel Hernández Gómez (1950–)
- Hugo Hiriart (1942–)
- Carlos Monsivais (1938–2010)
- Octavio Paz (1914–1998)
- Óscar René Cruz Oliva (1933–)
- Sergio Pitol (1933–2018)
- Elena Poniatowska (1932–)
- Vicente Quirarte (1954–)
- Alfonso Reyes (1889–1959)
- Guillermo Samperio (1948–)
- Sara Sefchovich (1949–)
- Carlos J. Sierra (1933–)
- Gabriel Zaid (1934–)

### Romancistas e escritores de contos
- Abraham Nissan (1969–)
- Andres Acosta (1964–)
- José Agustín (1944–)
- Homer Aridjis (1940–)
- Inés Arredondo (1928–1989)
- Juan José Arreola (1918–2001)
- René Avilés Fabila (1940–)
- René Avilés Rojas (1911–1979)
- Mariano Azuela (1873–1952)
- Mario Bellatín (1960–)
- Carmen Boulton (1954–)
- Juan de la Cabada Vera (1901–1986)
- Nellie Campobello (1900–1986)
- Rosario Castellanos (1925–1974)
- José de la Colina (1934)
- Alberto Chimal (1970)
- Leonardo Da Jandra (1951–)
- Amparo Dávila (1928)
- Guadalupe Dueñas (1920–2002)
- Salvador Elizondo (1932–2006)
- Beatriz Mirror
- Laura Esquivel (1950–)
- William Fadanelli (1963–)
- J. M. Servin (1962)
- Bernardo Fernández
- Jorge Ferretis (1902–1962)
- Heriberto Frías (1870–1925)
- Carlos Fuentes (1928–2012)
- Sergio Galindo (1926)
- Juan García Ponce (1932–2003)
- Parmenides García Saldaña (1944–1982)
- Jesus Gardea (1939–2000)
- Ricardo Garibay (1923–1999)
- Elena Garro (1916–1998)
- José Luis González (1926)
- Martin Luis Guzman (1887–1977)
- Andrés Henestrosa (1906–2008)
- Jorge Ibargüengoitia (1928–1983)
- Xavier Icaza (1892–1969)
- Monica Lavin (1955–)
- Alfredo Lèal (1985)
- Vicente Leñero (1933–2014)
- Mauricio Magdaleno (1906–1986)
- Ángeles Mastretta (1949–)
- Elmer Mendoza (1949–)
- Miguel Angel Menendez Reyes (1904–1982)
- Thomas Mojarro (1932)
- Rafael Muñoz
- Gilberto Owen (1904–1952)
- José Emilio Pacheco (1939–2014)
- Fernando del Paso (1935–2018)
- Sergio Pitol (1933)
- Gerardo Horacio Porcayo (1966–)
- Maria Luisa Puga (1944–2004)
- Rafael Ramírez Heredia (1942–2006)
- Sergio-Jesús Rodríguez (1967)
- Octavio Rodriguez Araujo (1941)
- José Revueltas (1914–1976)
- Martha Robles (1949–)
- Bernardo Ruiz (1953–)
- Juan Rulfo (1918–1986)
- Daniel Sada (1953–2011)
- Alberto Ruy Sanchez (1951)
- Gustavo Sainz (1940)
- Guillermo Samperio (1948–)
- Federico Schaffler
- Mauricio-José Schwarz (1955–)
- Enrique Serna (1959–)
- Jordi Soler (1963–)
- Gerardo de la Torre (1938)
- David Toscana (1961–)
- Juan Tovar (1941)
- Elman Trevizo (1981)
- Gabriel Trujillo
- Edmundo Valadés (1915–1994)
- Arqueles Vela (1899–1977)
- Xavier Velasco (1964–)
- Juan Villoro (1956–)
- Josefina Vicens (1911–1988)
- Janitzio Villamar (1969–)
- Jorge Volpi (1968)
- Agustín Yáñez (1904–1980)
- José Luis Zárate (1966–)
- Eraclius Zepeda (1937)
- Gerardo Arana (1987–2012)

### Poetas
- Griselda Álvarez (1913–2009)
- Guadalupe Amor (1918–2000)
- Homero Aridjis (1940–)
- List Germán Arzubide (1898–1998)
- Juan Banuelos (1932–)
- Efraín Bartolomé (1950–)
- José Carlos Becerra (1936–1970)
- Abigael Bohórquez (1936–1995)
- Rubén Bonifaz Nuño (1923–2013)
- Andrés Castuera-Micher (1976)
- Alí Chumacero (1918– 2010)
- Óscar Cortés Tapia (1960–)
- Jorge Cuesta (1903–1942)
- Gerardo Deniz (1934–2014)
- José Gorostiza (1901–1973)
- Daniel Gutiérrez Pedreiro (1964–)
- Francisco Hernández (1946–)
- Efraín Huerta (1914–1982)
- David Huerta (1949–)
- Martín Jiménez Serrano (1967)
- Jaime Labastida (1939–)
- Ricardo López Méndez (1903–1989)
- Tedi López Mills (1959–)
- Manuel Maples Arce (1898–1981)
- Yaxkin Melchy Ramos (1985–)
- Carmen Mondragón "Nahui Olin" (1893–1978)
- Marco Antonio Montes de Oca (1932–2008)
- Oscar Oliva (1938–)
- José Emilio Pacheco (1939–2014)
- Helena Paz Garro
- Octavio Paz (1914–1998)
- Carlos Pellicer (1899–1977)
- Jaime Sabines (1926–1999)
- Jaime Augusto Shelley (1937)
- Javier Sicilia (1956–)
- Concha Urquiza (1910–1945)
- Xavier Villaurrutia (1903–1950)
- Eraclio Zepeda (1937–2015)
- Arianna Alvarez (2001)

### Dramaturgos
- Hugo Argüelles (1932–2003)
- Homer Aridjis (1940–)
- Luis G. Basurto (1920–1990)
- Sabina Berman (1955–)
- Emilio Carballido (1925–2008)
- Andrés Castuera-Micher (1976)
- Elena Garro (1916–1998)
- Ricardo Garibay (1923–1999)
- Miguel Ángel Tenorio (1954–1)
- Luisa Josefina Hernandez (1928–)
- Vicente Leñero (1933–)
- Oscar Liera (1946–1990)
- Carlos Olmos (1947–2003)
- José Lorenzo Canchola (1962–)
- Victor Hugo Rascon Banda (1948–2008)
- Guillermo Schmidhuber (1943–)
- Juan Tovar (1941–)
- Luis Mario Moncada (1963–)
- Rodolfo Usigli (1905–1980)
- Xavier Villaurrutia (1903–1951)

### Historiadores
- Alfonso Junco
- Carlos Antonio Aguirre Rojas (1954–)
- Carlos Pereyra
- Carlos Alvear Acevedo
- Eduardo Blanquel
- Guillermo Bonfil Batalla (1935–1991)
- Victor Manuel Castillo Farreras (1932–)
- Daniel Cosío Villegas (1898–1976)
- Martha Fernandez
- Mariano Cuevas
- José Fuentes Mares (1918–1986)
- Adolfo Gilly
- Pilar Gonzalbo Aizpuru
- Lucas Alamán
- Luis González y González (1925–2003)
- Luis González Obregón
- Enrique Krauze (1947–)
- Miguel León-Portilla (1926–)
- Alfredo López Austin (1936–)
- Leonardo López Luján (1964–)
- Jorge Alberto Manrique
- Francisco Martin Moreno (1946–)
- Álvaro Matute Aguirre
- Margarita Menegus
- Alfonso Mendiola
- Jean Meyer (1942–)
- Lorenzo Meyer (1942–)
- Juan Miralles (1930–2011)
- Moguel Josefina Flores (1952–)
- Edmundo O'Gorman (1906–1995)
- Héctor Pérez Martínez (1906–1948)
- Constantino Reyes-Valerio (1922–2006)
- Antonio Rubial
- Paco Ignacio Taibo II
- Cristina Pacheco Torales
- Elisa Vargas Lugo
- Bolívar Zapata
- José David Gamboa
- Vito Alessio Robles